# Койдель, Вильгельм фон
Вильгельм фон Койдель (нем. Wilhelm von Keudell; 2 июля 1922, Берлин — 3 сентября 1974, Сидаде-Салазар) — немецкий офицер и дипломат.

## Биография
Вильгельм родился 2 июля 1922 года. Он был вторым сыном Отто Виктора фон Койделя (1887—1972) и его супруги Марии Момм (1895—1945). Его дед Роберт фон Койдель (1824—1903), был немецким дипломатом и депутатом Рейхстага. Супругой Роберта была Александра фон Грюнхоф (1861—1933), единственная дочь Эрнста Вюртембергского (1807—1868) и Натали Эшборн (1836—1905). Так как Вильгельм являлся потомком Софии Ганноверской, соответственно он находился в линии наследования британского престола.
Во времена Нацистской Германии, Вильгельм был офицером Вермахта. Также он принимал участие во Второй мировой войне. Во время войны, он потерял двух своих братьев.
После окончания войны, он начал дипломатическую карьеру. Он начал работать в Министерстве иностранных дел страны. В 1962 году, был назначен в качестве заместителя секретаря посольства ФРГ в Бразилии. Он был первым немецким дипломатом, назначенным в новое посольство, в новой столице Бразилиа. В 1965 году он возглавил Берлинский отдел Министерства иностранных дел, а также участвовал в разработке Восточного меморандума в качестве посредника для федерального правительства. С 1966 года Вильгельм был консулом Германии в Бостоне, в США. За то время он делал вводящие в заблуждение заявления о местонахождении немецкой подводной лодки U853. Последнюю должность, которую он занимал, была должность генерального консула в португальской колонии Мозамбик, в столице Лоренсу-Маркеш.
В 1973 году, он сообщил властям Германии о ситуации в Мозамбике, что португальская армия  твердо контролирует мозамбикскую колонию и что угрозы перемен не существует. 25 апреля 1974 года Революция гвоздик в Португалии положила конец португальскому колониальному правлению. Примерно в тоже время, Вильгельм пообещал местным немецким фермерам, что попросит у португальских военных оружие для них.
3 сентября 1974 года, Вильгельм фон Койдель покончил жизнь самоубийством, выстрелив себе в голову. Известно, что незадолго до самоубийства он был в сильной депрессии.

## Личная жизнь
В 1966 году он женился на Рагнхильде Гейссендорфер (1941—2016). Детей у них не было.